# Itumirim
Itumirim este un oraș în Minas Gerais (MG), Brazilia.